# Alta cultura

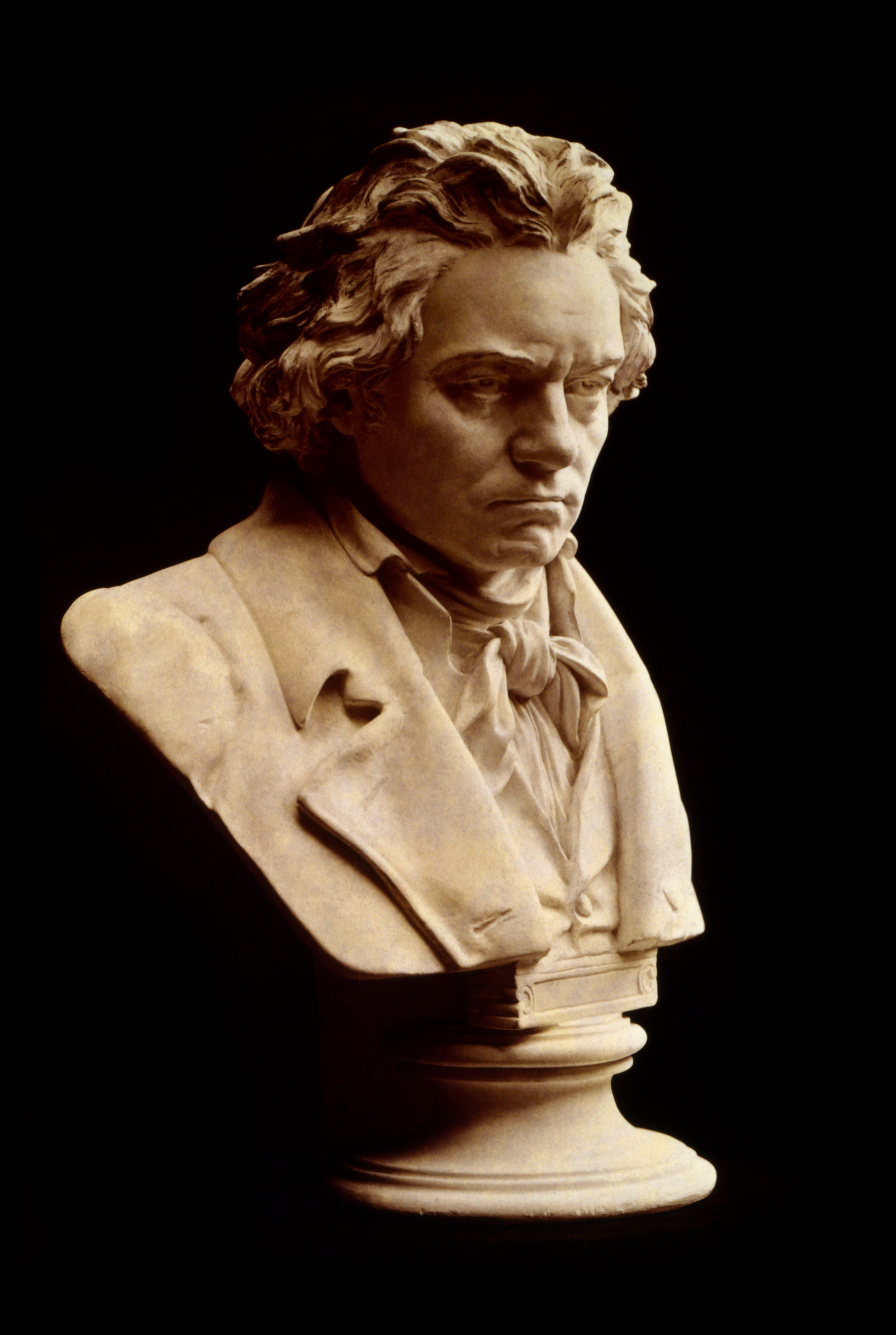
O busto de Beethoven por Hugo Hagen

"Alta cultura" é um termo utilizado de diversas maneiras, sobretudo no discurso acadêmico, cujo significado mais comum é o conjunto de produtos culturais, principalmente artísticos, realizados por meio de grande apuro técnico, levando em conta a tradição e a beleza.
Normalmente o termo se refere às obras que alcançaram o status de clássicos.

## Conceito
Na tradição mediterrânea, a alta cultura tem origens históricas nos ideais estéticos e intelectuais do Mediterrâneo. Dentro desse ideal clássico, certos autores serviram como referência ideal de estilo e forma, como a literatura realizada no dialeto ático que englobava peças dos dramaturgos Ésquilo, Sófocles, Eurípides e Aristófanes, no século V a.C. além do filósofo ateniense Platão.
Mais tarde, especialmente durante o Renascimento, esses valores foram absorvidos pela aristocracia, e (como evidenciado em obras como o cortesão de Baldassare Castiglione) o conhecimento clássico tornou-se parte do ideal aristocrático. Ao longo do tempo, o refinado classicismo da Renascença foi ampliado para abraçar uma gama mais ampla de autores que produziam em diferentes línguas. Dentre esses autores estavam figuras como Shakespeare, Goethe, Cervantes, e Victor Hugo.

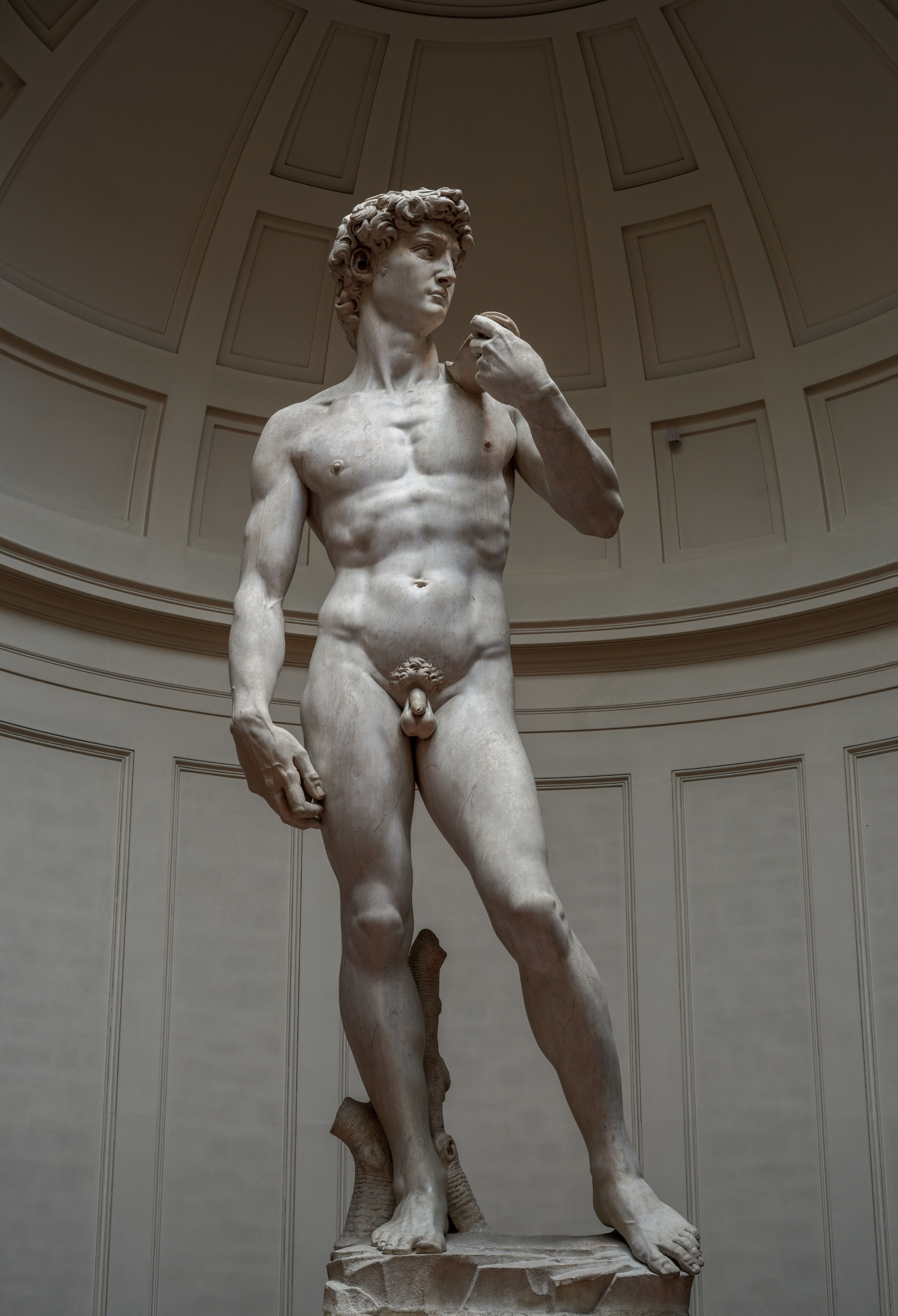
Michelangelo: David, 1501–1504.

Tanto no ocidente quanto na Ásia Oriental, a obra que demonstra a imaginação do artista foi considerada como o tipo de arte mais refinada. No Ocidente, essa tradição remontou aos antigos gregos, e foi reforçada pelo Renascimento e pelo Romantismo, responsável pelo fim da hierarquia dos gêneros dentro das artes plásticas.Na China, havia uma distinção entre os sumi-ês feitos pelos artistas civis do imperador e os trabalhos produzidos por artistas comuns, trabalhando em grande parte diferentes estilos, ou as artes decorativas como a porcelana chinesa. Na cultura ocidental, bem como na oriental, a distinção foi especialmente clara na pintura de paisagem, a qual durante séculos foi considerada como um tipo de obra superior, sendo Pietro Perugino, mestre de Rafael, um dos mais destacados criadores de vastos espaços onde se situavam os personagens, com uma forte acentuação de paisagem.
Durante séculos uma imersão na alta cultura foi considerada parte essencial da educação ideal do cavalheiro, e esse ideal foi transmitido por meio de escolas e instituições em toda a Europa e os Estados Unidos. Com o passar dos anos, as noções ocidentais de alta cultura foram sendo expandidas e associadas muitas vezes com: O estudo das "letras", especialmente os clássicos gregos e latinos, e mais amplamente todos os costumes que fazem parte do novo "cânone"; o cultivo da etiqueta; das artes plásticas - especialmente por esculturas e pinturas; a literatura em geral; drama e poesia clássica; gozo pela música clássica e pela ópera; religião e teologia; retórica e política; o estudo da filosofia e história; o gosto pela alta gastronomia e certos esportes associados como o polo, hipismo e esgrima.

Segundo o filósofo da Escola de Frankfurt Herbert Marcuse, a alta cultura, a partir dos ideais e da dimensão estética, é motivadora de transformações qualitativas sociais e atua contra a cultura de massa, a dessublimação repressiva e a unidimensionalidade da sociedade industrial avançada. Ele afirma que "A novidade de hoje é o achatamento do antagonismo entre a cultura e a realidade social através da obliteração dos elementos de oposição, estranhos e transcendentes na alta cultura, em virtude dos quais ela constituía outra dimensão da realidade" e, conforme, escreve em O Homem Unidimensional:
"O que está acontecendo agora não é a deterioração da alta cultura em cultura de massa, mas a refutação desta cultura pela realidade. A realidade ultrapassa a sua cultura. O homem hoje pode fazer mais do que os heróis culturais e semideuses; ele resolveu muitos problemas insolúveis. Mas ele também traiu a esperança e destruiu a verdade que foi preservada nas sublimações da alta cultura. Na verdade, a alta cultura sempre esteve em contradição com a realidade social, e apenas uma minoria privilegiada desfrutou das suas bênçãos e representou os seus ideais. As duas esferas antagônicas da sociedade sempre coexistiram; a alta cultura sempre foi complacente, enquanto a realidade raramente foi perturbada pelos seus ideais e pela sua verdade."
De acordo com o filósofo Roger Scruton, a alta cultura é a autoconsciência de uma sociedade. Ela contém as obras de arte, literatura, erudição e filosofia que estabelecem o quadro de referência compartilhado entre as pessoas cultas. Ainda segundo Scruton, a alta cultura é uma conquista precária, e dura apenas se apoiada por um senso da tradição e pelo amplo endosso das normas sociais circundantes. Quando essas coisas evaporam, a alta cultura é substituída por uma cultura de falsificações. A falsificação depende em certa medida da cumplicidade entre o perpetrador e a vítima, que juntos conspiram para acreditar no que não acreditam e para sentir o que são incapazes de sentir.
Na visão do poeta laureado com o prêmio Nobel de literatura T. S. Eliot, a alta cultura não é criada deliberadamente. Em sua maior parte, é uma criação espontânea na sociedade. O que se chama de criadores de alta cultura na verdade se trata de indivíduos capazes de captar a cultura e dá-lhe uma representação, seja nas artes, filosofia ou na religião, trazendo-a para um nível mais consciente.
A dicotomia entre alta cultura e cultura de massa foi cada vez mais questionada com o crescente poder de definição por meio da cultura popular popularizada pela mídia de massa. Segundo Theodor Adorno, a massificação de produtos culturais provoca uma queda na chamada alta cultura, pois dispensa um nível maior de educação para sua apreensão é um movimento próprio da indústria cultural a serviço do consumismo, contribuindo para a passividade e a mediocrização intelectual, ainda que muitas vezes sob uma roupagem de multiculturalismo e sofisticação.